# Finocchieto
Finocchieto is een plaats (frazione) in de Italiaanse gemeente Stroncone.